# Vấn đề chính thống của nhà Triệu

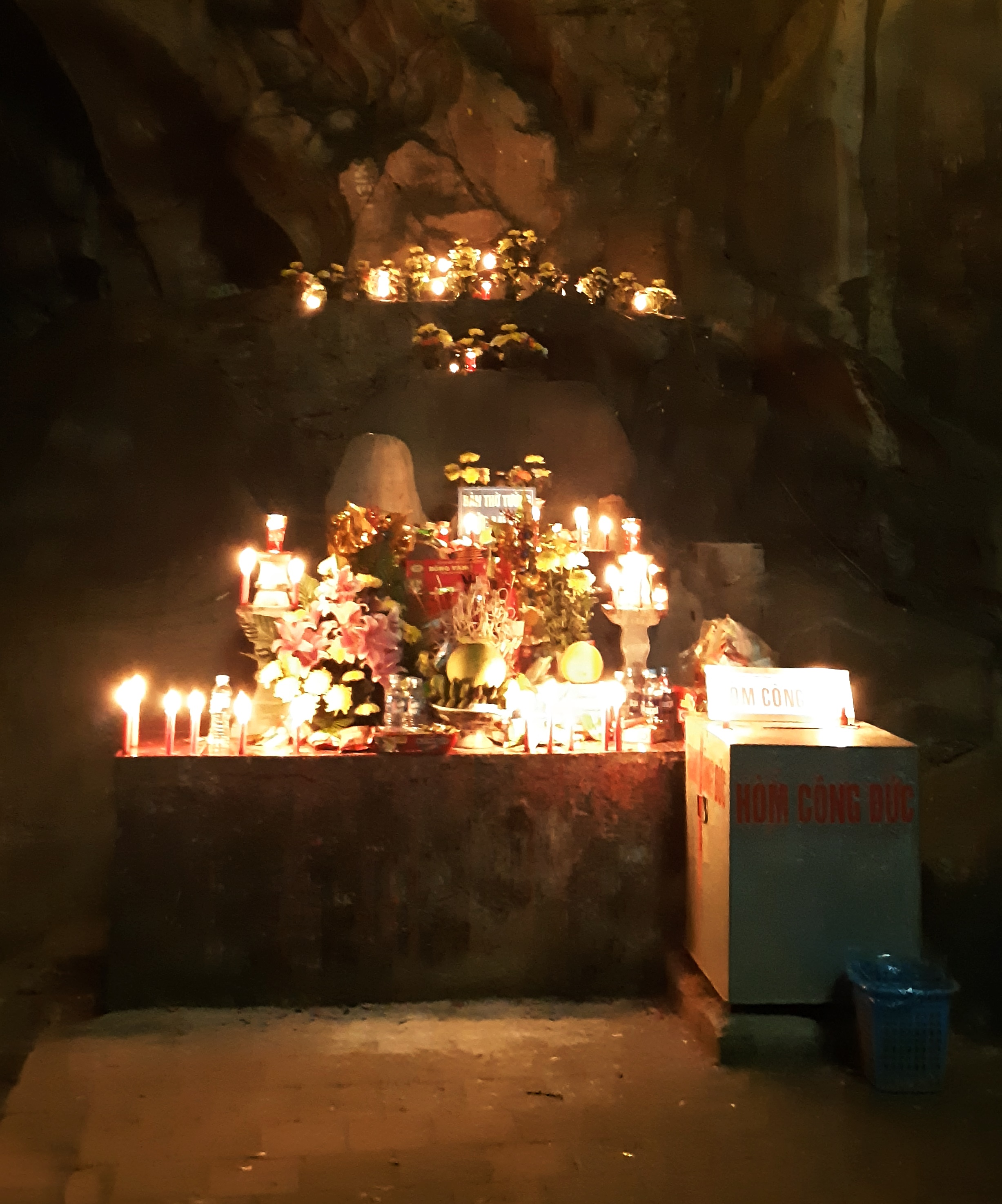
Bàn thờ Thừa tướng Lữ Gia nhà Triệu bên trong hang Cắc Cớ, thuộc địa phận khu di tích chùa Thầy, xã Sài Sơn, huyện Quốc Oai, Hà Nội

Nhà Triệu là một triều đại, hay một giai đoạn lịch sử gây nhiều tranh cãi cho giới nghiên cứu sử học Việt Nam.

## Quan điểm lịch sử
Sử học Việt Nam tới nay có 2 quan điểm trái ngược nhau về triều đại này:
1. Triệu Vũ Đế đánh bại An Dương Vương, sáp nhập Âu Lạc vào Nam Việt và tiến hành cai trị vùng này như một nước riêng, từng tồn tại độc lập với nhà Hán (ở Trung Quốc) trong 1 thời gian trước khi quy phục nhà Hán, vậy thì có thể coi nhà Triệu là triều đại của Việt Nam. Nhà Triệu mất là khởi đầu thời kỳ Bắc thuộc (năm 111 trước công nguyên). Đây cũng là quan điểm của một số sử gia Việt Nam thời phong kiến[3][4][5][6][7][8][9][10]
2. Triệu Đà là người Trung Hoa phương Bắc (nay gọi là người Hán ở Trung Quốc).[a] Triệu Đà quê ở Chân Định (nay thuộc tỉnh Hà Bắc ở miền Bắc Trung Quốc), là quan của nhà Tần, theo lệnh Tần Thủy Hoàng đem quân đánh chiếm vùng Lĩnh Nam (là nơi cư trú của các bộ tộc Bách Việt), đem di dân người Trung Hoa xuống để giành đất và được nhà Tần cho làm Huyện lệnh Long Xuyên thuộc quận Nam Hải mới chiếm được. Khi nhà Tần mất thì Triệu Đà mới nhân cơ hội tách ra cát cứ, do đó Triệu Đà vẫn là người Trung Hoa đến xâm lược nước Âu Lạc. Như vậy An Dương Vương mất nước là mở đầu thời kỳ Bắc thuộc.

Xoay quanh vấn đề Triệu Đà và nhà Triệu, mấu chốt là thế giới quan nhìn nhận của nhà sử học. Những người đề cao thuyết Thiên mệnh của Nho giáo (cho rằng ngôi vị là do "Trời định", ai xưng đế ở vùng đất nào thì nghiễm nhiên được coi là vua, nắm giữ "Thiên mệnh" của vùng đất đó, bất kể xuất thân thuộc dân tộc nào) thì sẽ nhìn nhận Triệu Đà là vua Việt Nam, đây là cách nhìn của nhiều sử gia Việt Nam thời phong kiến. Ngược lại, những nhà sử học có tư duy biện chứng về quốc gia - dân tộc, coi trọng nguồn gốc xuất thân, tính dân tộc của người cầm đầu chính quyền, bản chất của bộ máy quan lại nước Nam Việt (hầu hết quan lại Nam Việt là người Trung Hoa, còn người Việt chỉ là dân bị trị) và không công nhận thuyết "Thiên mệnh" thì sẽ coi Triệu Đà là triều đại xâm chiếm của Trung Quốc. Kể từ cuối Nhà Hậu Lê, khi tinh thần dân tộc ở Việt Nam ngày càng gia tăng, lấn át thuyết "Thiên Mệnh" thời cổ thì các sử gia Việt Nam cũng dần chuyển sang coi Triệu Đà là kẻ xâm lược (theo nguyên tắc Vua nước Việt phải là người Việt), đây cũng trở thành quan điểm chính thức của nền sử học Việt Nam thời hiện đại.
Các tài liệu lịch sử của nhà Triệu thì cho thấy đến cuối đời, Triệu Đà đã quyết định bỏ việc xưng Đế, quy phục nhà Hán (nhưng vẫn xưng Hoàng đế ở trong Nam Việt). Triệu Đà viết thư nhờ Lục Giả gửi cho vua Hán, trong thư Triệu Đà đã công nhận quê quán, xuất thân của mình là người Trung Hoa và nhà Triệu chỉ là chư hầu phục vụ cho nhà Hán, thay mặt vua Hán để cai trị phía Nam, bản thân ông ta cũng chỉ coi những thần dân người Việt là đám "Man Di", là sắc tộc “hạ đẳng” so với dân Trung Hoa mà thôi. Sau khi tới thủ phủ Long Xuyên nhậm chức, Triệu Đà đã xin Tần Thủy Hoàng di dân 50 vạn người (tương đương số dân Việt thời đó) từ Trung Hoa đến vùng này để đồng hóa người Việt tại đây. Như vậy, bản thân Triệu Đà không hề muốn bảo vệ văn hóa, chủ quyền của người Việt mà ông ta chỉ muốn đồng hóa người Việt bản xứ thành người Hoa (chính sách tuơng tự như các quan chức do Trung Hoa bổ nhiệm trong thời Bắc thuộc), vậy thì càng không có lý do để nhận Triệu Đà là vua của Việt Nam.

### Quan điểm của nhà Nguyễn
Năm Minh Mạng thứ 4 (1823), định điển thờ miếu Lịch đại đế vương, bộ Lễ bàn như sau:
... Xét sách Việt sử ngoại kỷ biên niên thì Kinh Dương Vương, Lạc Long Quân và Hùng Vương thực là Thuỷ tổ của nước Việt ta. Sau từ việc nảy nỏ móng rùa thất lợi [Triệu Đà] và việc cột đồng chia cương giới [Mã Viện], cho đến những cuộc Nam - Bắc phân tranh thì đều không phải là chính thống của nước Việt ta. Trong khoảng đó có Mai Hắc Đế và Bố Cái Vương nhất sơ nổi dậy mà công nghiệp chưa thành. Thế thì từ ngoại kỷ về trước phải lấy các vị sáng thủy mà thờ. Từ Đinh về sau thì mối giềng mới rõ. Đinh Tiên Hoàng, Lê Đại Hành, Lý Thái Tổ, Trần Thái Tông, Lê Thái Tổ, thừa vận lần lượt nổi lên, đều là vua dựng nghiệp một đời...
Như vậy, nhà Nguyễn không công nhận nhà Triệu là chính thống.